# Runyangbroen
Runyangbroen (forenklet kinesisk: 润扬长江大桥, traditionel kinesisk: 潤揚長江大橋, Pīnyīn: Rùnyáng Chángjiāng Dàqiáo) er to store broer, som krydser floden Chang Jiang (Yangtze) i provinsen Jiangsu i Kina, nedstrøms for Nanjing.  Broen går fra Zhenjiang i syd til Yangzhou i nord, og er en del af motorvejen Beijing-Shanghai.
Den sydlige del af broen er en hængebro med et hovedspænd på 1490 meter og dermed en af verdens længste hængebroer. Tårnene rager 215 meter over vandoverfladen. Bredden er 39,2 m med plads til seks kørebaner og en smal gangbane til vedligehold. Sejlingshøjden er ca. 50 m.
Den nordlige bro er en skråstagsbro med et hovedspænd på 406 meter, og 150 m høje tårne. Mellem de to broer er øen Siyezhou. Den totale længde af brokomplekset er 35,66 km.
Broen åbnede for trafik i april 2005. 